# Bittacomorphella thaiensis
Bittacomorphella thaiensis är en tvåvingeart som beskrevs av Alexander 1953. Bittacomorphella thaiensis ingår i släktet Bittacomorphella och familjen glansmyggor.
Artens utbredningsområde är Thailand. Inga underarter finns listade i Catalogue of Life.